# Distrito de Paramaribo
El distrito de Paramaribo es una de las divisiones administrativas en las que se encuentra organizada la república de Surinam y que comprende la capital homónima de la nación, así como los territorios a su alrededor.
Tiene una población de 242.946 habitantes en un área de tan sólo 182 km², lo que la convierte en la zona más densamente poblada de todo el país.
La historia de la región comienza en el siglo XVII con la llegada de los primeros colonos británicos y la construcción del Fuerte Willoughby. Dicha construcción fue más tarde tomada por tropas neerlandesas y rebautizada Fuerte Zeelandia. El área fue constantemente asunto de litigio entre ambos países hasta que el Tratado de Breda al final de la segunda guerra anglo-neerlandesa concedió la soberanía absoluta a la monarquía de los Orange.

## División administrativa
Paramaribo está subdividido en doce ressorts:
- Beekhuizen
- Blauwgrond
- Centrum
- Flora
- Latour
- Livorno
- Munder
- Pontbuiten
- Rainville
- Tammenga
- Weg naar Zee
- Welgelegen